# Sætervika (Samnanger)
Sætervika este o localitate din comuna Samnanger, provincia Hordaland, Norvegia.